# Michelle Fairley
Michelle Fairley er en nordirsk skuespiller, kendt for rollen som Catelyn Stark i tv-serien Game of Thrones, Dr. Ava Hessington i Suits og Margot Al-Harazi, der er hovedantagonisten i 9. sæson af 24 Timer.

## Udvalgt filmografi

### Film
- The Others (2001) – Mrs. Marlish
- Chatroom (2010) – Rosie
- Harry Potter og Dødsregalierne - del 1 (2010) – Fru Granger, Hermiones mor
- Den usynlige kvinde (2013) – Caroline Graves
- Philomena (2013) – Sally Mitchell

### Tv-serier
- Game of Thrones (2011–13; 25 afsnit) – Catelyn Stark
- Suits (2013; 8 afsnit) – Dr. Ava Hessington
- 24 Timer (2014; 8 afsnit) – Margot Al-Harazi
- Resurrection (2014–15; 13 afsnit) – Margaret Langston
- The White Princess (2017; 8 afsnit) - Margaret Beaufort